# Személyközpontú pszichoterápia
A személyközpontú pszichoterápiás irányzat Carl Rogers amerikai pszichoterapeuta nevéhez fűződik.
Alaphipotézise, hogy minden emberben az önmaga pozitív irányú változásának hatalmas tartalékai rejlenek. A pszichoterápiás kapcsolat célja az, hogy ezek mozgósítását segítse elő. A terápiás kapcsolat fő jellemzője az empátiás megértés, a feltétel nélküli elfogadás és a kongruencia. A terapeuta nem próbálja meg befolyásolni a kliensét, hanem olyannak fogadja el, amilyen, valamint ő maga egész személyiségével, hitelesen van jelen a kapcsolatban.